# Богалуса (Луїзіана)
Богалуса (англ. Bogalusa) — місто (англ. city) в США, в окрузі Вашингтон штату Луїзіана. Населення — 10 659 осіб (2020).

## Географія
Богалуса розташована за координатами 30°46′36″ пн. ш. 89°51′37″ зх. д. / 30.77667° пн. ш. 89.86028° зх. д. (30.776674, -89.860249).  За даними Бюро перепису населення США в 2010 році місто мало площу 24,74 км², з яких 24,61 км² — суходіл та 0,13 км² — водойми.

## Демографія
Згідно з переписом 2010 року, у місті мешкали 12 232 особи в 4960 домогосподарствах у складі 3080 родин. Густота населення становила 494 особи/км².  Було 5798 помешкань (234/км²).
Расовий склад населення:
| - 48,5 % — білих - 48,4 % — чорних або афроамериканців - 0,4 % — азіатів - 0,2 % — корінних американців |

До двох чи більше рас належало 1,6 %. Частка іспаномовних становила 2,3 % від усіх жителів.
За віковим діапазоном населення розподілялося таким чином: 26,8 % — особи молодші 18 років, 57,6 % — особи у віці 18—64 років, 15,6 % — особи у віці 65 років та старші. Медіана віку мешканця становила 36,9 року. На 100 осіб жіночої статі у місті припадало 85,4 чоловіків;  на 100 жінок у віці від 18 років та старших — 77,6 чоловіків також старших 18 років.
Середній дохід на одне домашнє господарство  становив 33 865 доларів США (медіана — 23 315), а середній дохід на одну сім'ю — 41 829 доларів (медіана — 32 147). За межею бідності перебувало 36,8 % осіб, у тому числі 46,0 % дітей у віці до 18 років та 19,1 % осіб у віці 65 років та старших.
Цивільне працевлаштоване населення становило 3334 особи. Основні галузі зайнятості: освіта, охорона здоров'я та соціальна допомога — 32,1 %, мистецтво, розваги та відпочинок — 15,6 %, роздрібна торгівля — 10,3 %, виробництво — 8,0 %.